# Sátori Lipót

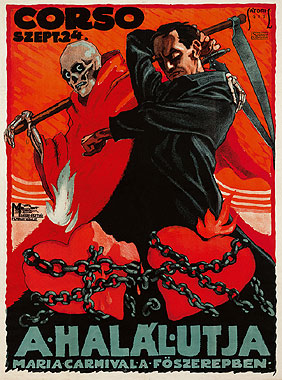
A halál útja (1917) című német film plakátja

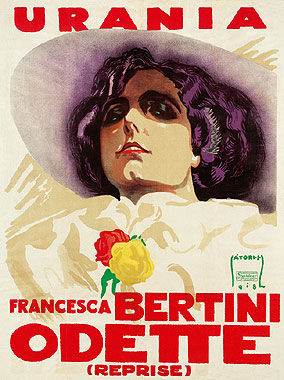
Az Odette (1918) című olasz film plakátja

Sátori Lipót (más néven Sátory Lipót, születési nevén Schneider Lipót; 1899 – 1943) magyar grafikus, plakáttervező és könyvillusztrátor; a magyar plakáttörténet kiemelkedő alakja. Főként szecessziós stílusú filmplakátjainak köszönhetően lett ismert az 1910-es és 1920-as években. Munkásságának helye Budapest volt.

## Élete és munkássága
Sátori Lipót zsidó származású család gyermekeként született 1899-ben Schneider Lipót név alatt. Tanulmányait a budapesti Iparművészeti Iskolában folytatta. Első filmplakátjait 1917-ben jelentették meg. Pályafutásának első éveiben már rendszeresen dolgozott az Uránia Nemzeti Filmszínház számára. Az első világháború éveiben elsősorban háborús propagandafilmekhez tervezett plakátokat. 1919-ben a tanácsköztársaság számára készített plakátot.
1918–1919-ben Földes Imrével megnyitották grafikai műtermüket, amelyben számos poszterterven dolgoztak, de nem csak filmplakátokat alkottak. Kettejük szignójának ötvözetéből alkották meg a földeSSátori közös aláírást. Az 1920-as és 1930-as években számos megbízást kapott. Miután Földes elköltözött Budapestről, Sátori egyedül vagy Fejes Gyulával közreműködve alkotott. Több könyvillusztráció is a nevéhez fűződik. 1943-ban hunyt el.

## Stílusa
Hamar elismert lett annak köszönhetően, hogy figyelemfelkeltő plakátok formájában tudta összegezni a filmeket. Első poszterei az 1910-es évek díszes szecessziós stílusának képviselői. Ezen alkotásai realisztikusabbak és a filmek történetét emelik ki. Sátori gyakran az egyik főszereplőt vagy a film egy fontos jelenetét örökítette meg művein. Az 1920-as és 1930-as években készült plakátjainak nagy része az art déco irányzat jellegzetességeit hordozza. Ezeket már inkább nagy, színes területek és a korábbiaknál erősebb vonalak jellemzik.
Sátori egyik legkedveltebb motívuma a nő – általában a film főszereplőnője – volt; ezeket a karaktereket rendszerint démonikusan és erotikusan ábrázolta. Műveiben gyakran alkalmazott erőteljes fényhatásokat. Munkáinak stílusa és témája nagyban hasonlít társa, Földes Imre műveihez. Míg Földes plakátjainak alapját a rajzolás képezte, Sátori művei inkább festményszerűek és kifejezőbbek. Gyakran használt erős, élénk színeket és dinamikus formákat. Stílusa jól illeszkedik a kor némafilmjeinek vizuális világához.